# Караулов, Кирилл Иванович
Кирилл Иванович Караулов — бригадир навалоотбойщиков шахты «Мгачи» Сахалинской области, Герой Социалистического Труда (28.08.1948).

## Биография
Родился в 1916 году.
С 1938 по 1950 г. работал молотобойцем, забойщиком, с 1950 г. — начальником участка шахты Мгачи комбината «Сахалинуголь» Министерства угольной промышленности восточных районов СССР.
Участник стахановского движения, выполнял нормы выработки на 200 и более процентов.
С 1953 г. жил в г. Клинцы Брянской области. Дальнейшая судьба не известна.

## Награды
Герой Социалистического Труда (28.08.1948). Награждён медалями «За доблестный труд в Великой Отечественной войне 1941—1945 гг.» (1945), «За трудовую доблесть» (1949).